# Fram (navire)
Pour les articles homonymes, voir FRAM.
Le Fram (« En avant ») est un navire qui fut utilisé pour l'exploration polaire successivement par les explorateurs norvégiens Fridtjof Nansen, Otto Sverdrup et Roald Amundsen entre 1893 et 1912.
C'est une goélette à trois mâts (1892) conçue par l'architecte naval norvégien Colin Archer en prévision de l'expédition de Nansen, au cours de laquelle elle devait se laisser prendre par la banquise afin de dériver par-dessus le pôle Nord.
Le Fram est maintenant exposé et conservé dans le quartier de Bygdøy à Oslo dans un musée qui lui est consacré, le Frammuseet.

## Caractéristiques
Le Fram possède :

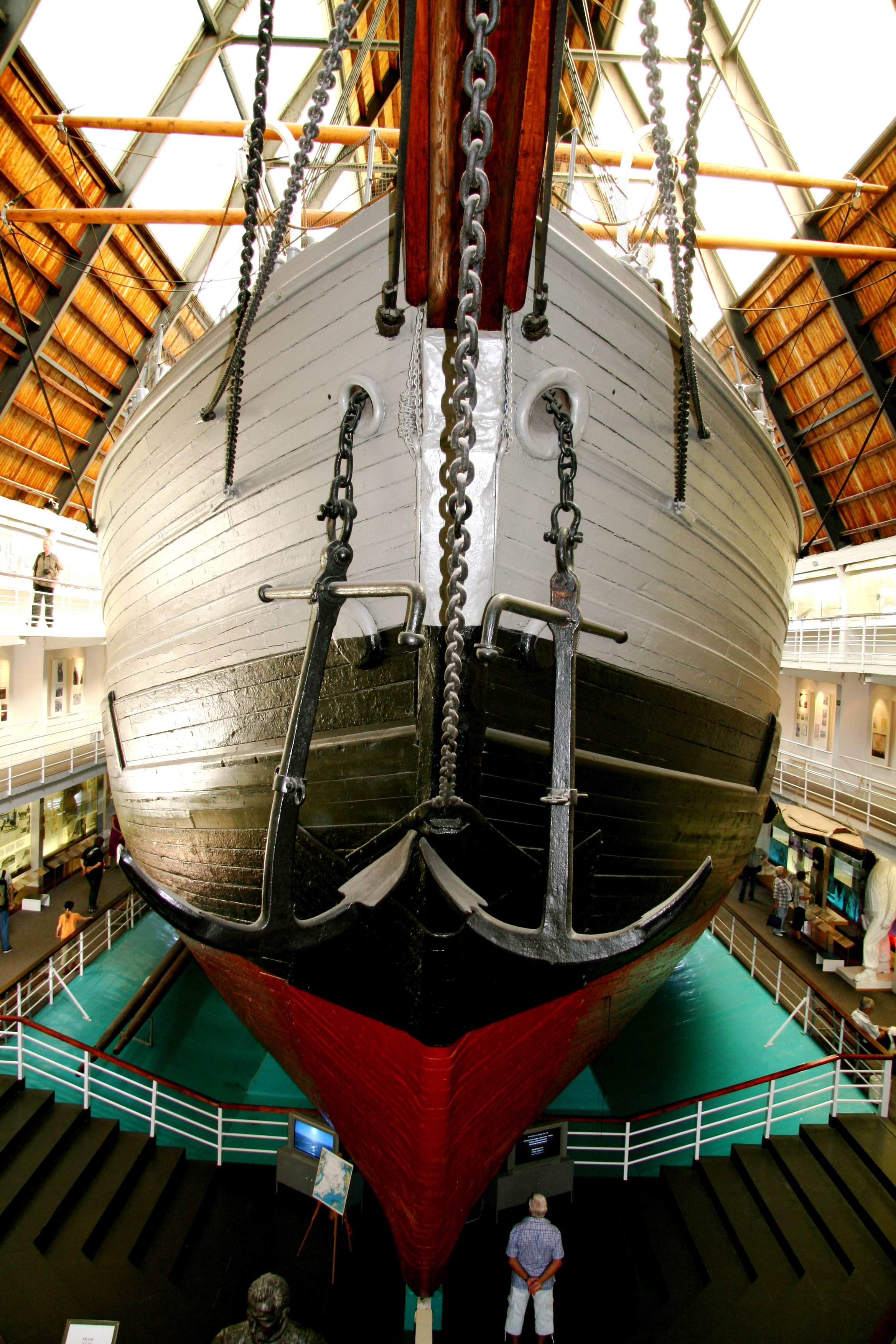
Le Fram dans son musée.

- une coque effilée à l'avant et à l'arrière, avec des flancs unis pour glisser hors de la glace en cas de pression, faits en bois de chêne, initialement destiné à la marine norvégienne, tenu sous abri pendant plus de trente ans, avec une épaisseur totale de 70 à 80 cm ;
- un avant renforcé et protégé par un taille-mer en fer ;
- une quille arrondie ;
- un arrière renforcé ;
- un gouvernail placé très bas pour ne pas être brisé par la glace ;
- un gouvernail et une hélice rétractable vers le haut pour les protéger lorsque le navire est soulevé par la glace ;
- une cale divisée en trois compartiments étanches, pour assurer la sécurité du navire en cas de voie d'eau ;
- un intérieur composé d'un salon et de 6 cabines, isolés avec du feutre épais, du poil de renne, des copeaux de liège et du goudron pour prémunir les explorateurs du froid ;
- une machine à triple expansion de 220 ch pouvant permettre une vitesse de 6 à 7 nœuds ;
- un moulin à vent produisant de l'électricité[1].

## Expéditions

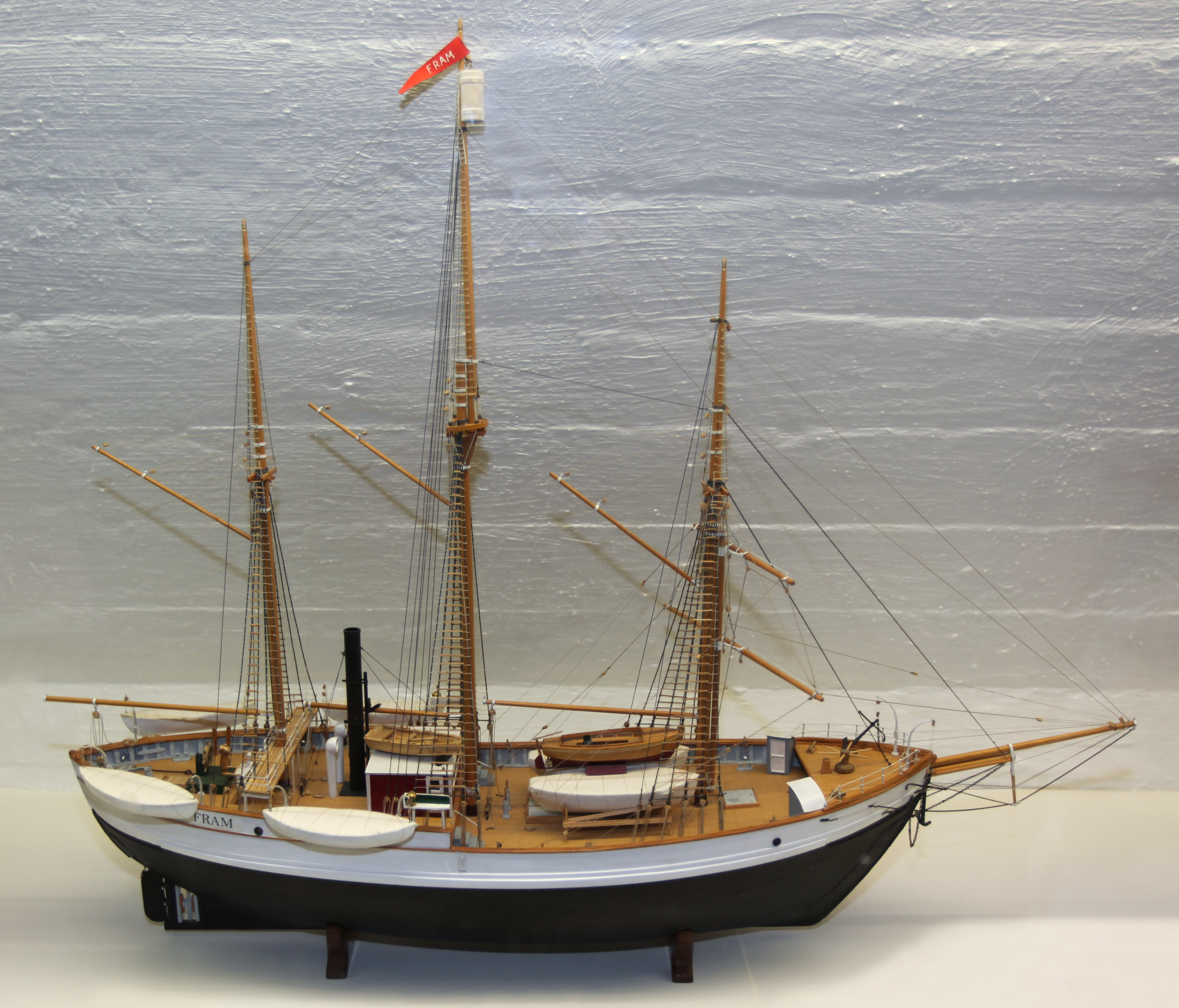
Maquette du Fram.

Le Fram a été utilisé dans plusieurs expéditions :
| Explorateur     | Année     | Expédition          | Région             |
| --------------- | --------- | ------------------- | ------------------ |
| Fridtjof Nansen | 1893–1896 | Expédition Fram     | Arctique           |
| Otto Sverdrup   | 1898–1902 | Expédition Sverdrup | îles de l'Arctique |
| Roald Amundsen  | 1910–1912 | Expédition Amundsen | Antarctique        |